# Chagodoshchensky (huyện)
Huyện Chagodoshchensky (tiếng Nga: Чагодощенский район) là một huyện hành chính tự quản (raion), của tỉnh Vologda, Liên bang Nga. Huyện có diện tích 2.374 kilômét vuông. Trung tâm của huyện đóng ở làng Chagoda.